# صموئيل أ. ألين
صموئيل أ. ألين (بالإنجليزية: Samuel Atkins Eliot)‏ هو مؤرخ أمريكي، ولد في 24 أغسطس 1862 في كامبريدج في الولايات المتحدة، وتوفي في 15 أكتوبر 1950.